# هذابيات
هُذَابيات (الاسم العلمي Mesite)، فصيلة طير من رباعيات الأطراف أنواعه قليلة العدد جميعها من طيور مدغشقر. أجسامها متوسطة القد، طولها يرواح من 27 إلى 35 سم. جوانحها وأرساغها ومخالبها مستطيلة. ازفادها عريانة. جوانحها لاحفة ذلقة. أذنابها قصيرة مخروطية. أثوابها إلى الصهبة العابقة بعلوها توشيم خفيف. جواشنها وبطونها إلى الصفرة الموشمة بالأسود. أعناقها تبنية اللون. قوتها البذور والحبوب والحشرات على أختلاف انواعها. تدثن عشها في أفحوص بين الأدغال والأعشاب الرفيعة. حضنها من 8 إلى 12 بيضة.

## معرض صور

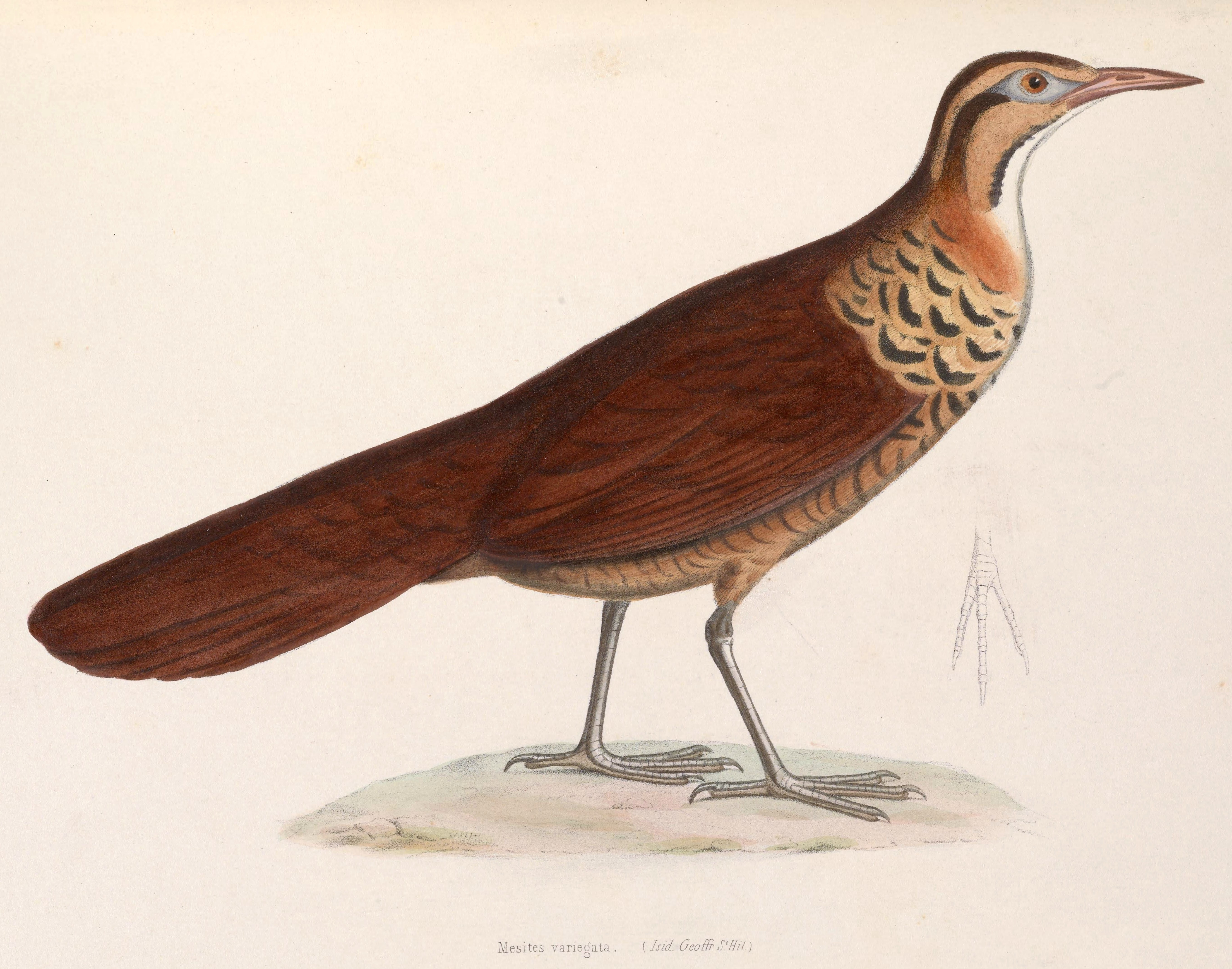
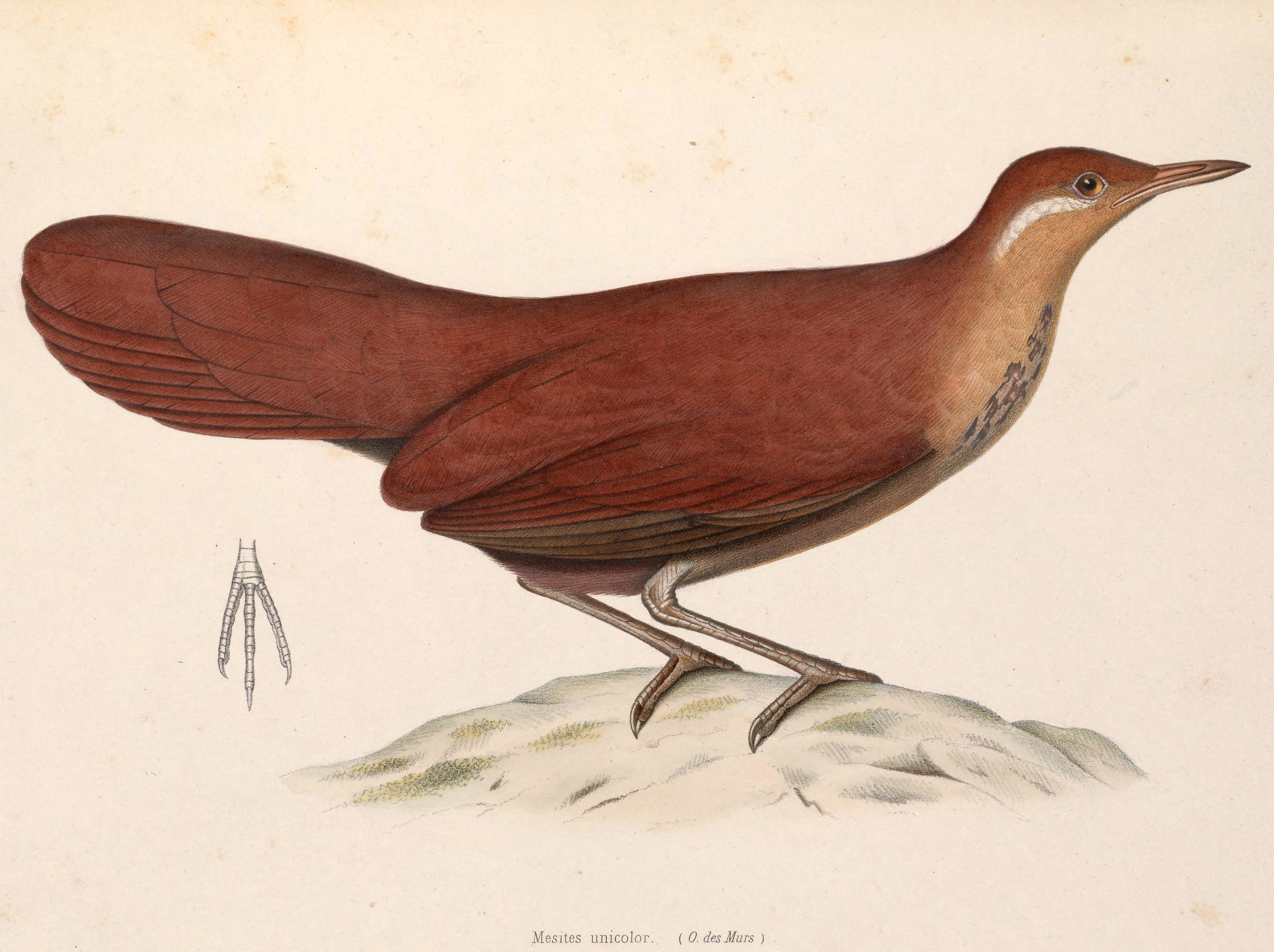
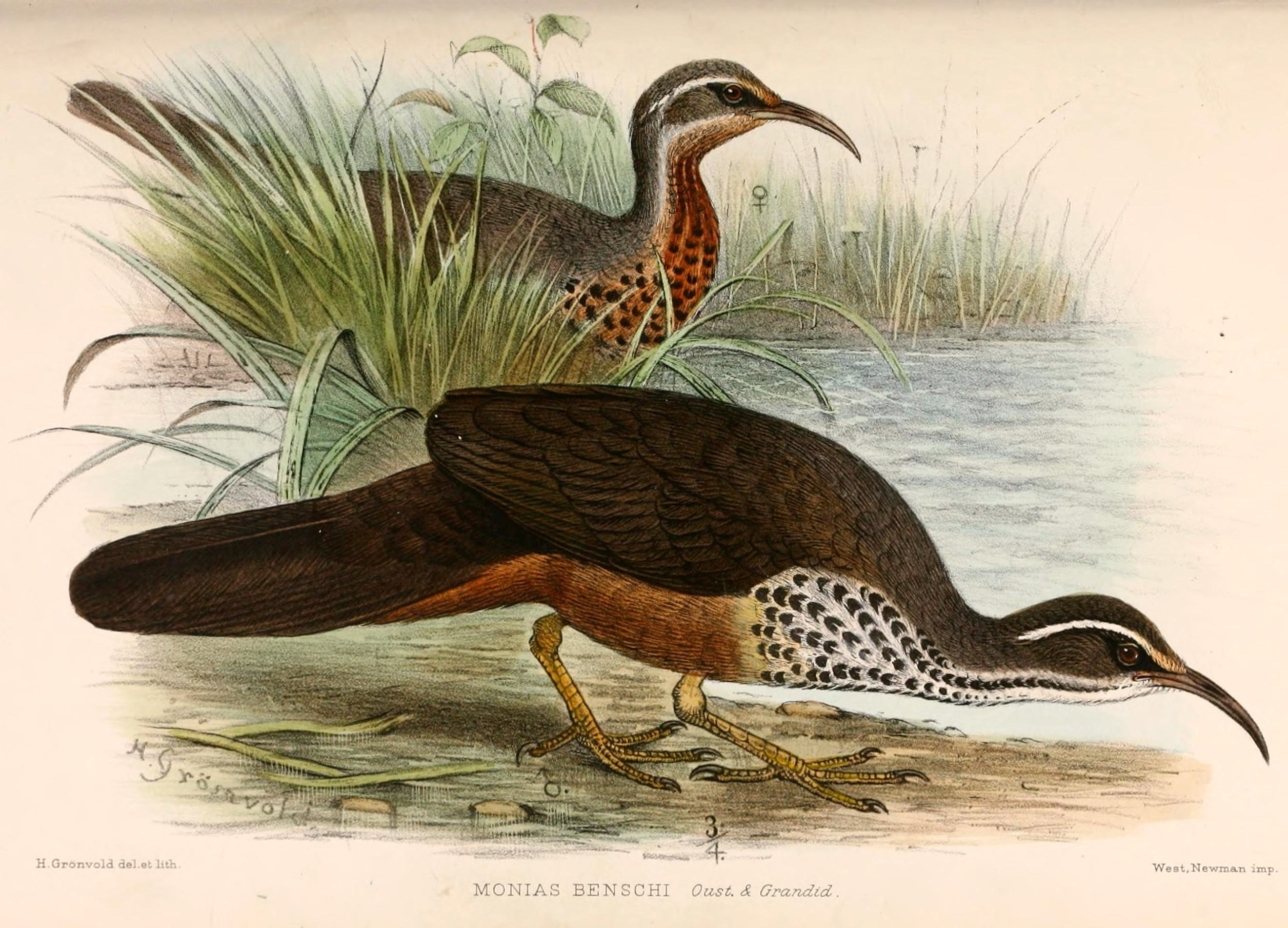